# كمال حسن منصور
اللواء أركان حرب كمال حسن سليمان منصور (8 أغسطس 1934 - 2003) هو عسكري بالقوات المسلحة المصرية، شارك برتبة عقيد أركان حرب في حرب 1956 وحرب 1967 وحرب أكتوبر 1973. 

## حياته ونشأته
ولد كمال منصور في 8 أغسطس 1934 قرية كفر شبين مركز ومدينة شبين القناطر قليوبيه، متزوج وله ثلاث بنات. حصل على بكالوريوس علوم عسكرية من الكلية الحربية عام 1953، ماجستير من أكاديمية مالنوفيسكي في موسكو بالاتحاد السوفيتي. زميل كلية الحرب العليا وأكاديمية ناصر العسكرية العليا. عمل قائد مدفعية فرقة بالسويس 1974، قائدة مدفعية الجيش الثالث الميداني 1981، مدير مدفعية بالقوات المسلحة 1985، مساعد وزير الدفاع 1988
ثم محافظا لمحافظة مرسى مطروح من الفترة 1989 إلى 1993.عضو لجان تطوير الوقات المسلحة.
شارك في حرب 1956، وحرب 1967، وحرب الاستنزاف لمدة ثلاث سنوات، وفي حرب أكتوبر 1973 كان قائد لواء مدفعية (برتية عقيد أ. ح).
هو أيضا خريج أكاديمية الحرب بأكاديمية ناصر العسكرية العليا بالقاهرة ودرس بكليه القادة والأركان.
درس بالاتحاد السوفيتي علوم المدفعية وتكتيكتها لمدة ثلاث سنوات.
ودرس أيضاً بكلية القادة، والأركان إضافة إلى البعثات إلى الولايات المتحدة, والصين, وفرنسا, وجيبوتي, والمملكة المتحدة.
توفى في عام 2003 أثر جلطة بمستشفى الجلاء العسكري.

## مناصب
تدرج بالمناصب القيادية لقيادة :مدفعية الجيش الثالث, رئيس أركان المدفعية إلى قيادة مدير إدارة مدفعية القوات المسلحة ثم مساعداً لوزير الدفاع. وشغل منصب محافظ مرسى مطروح.

## مؤلفاته وأوسمة
له مؤلفات في مجالات فنية تخص تطوير القوات المسلحة.
حصل على ثلاثة عشر نيشان ونوطا عسكريا منها:
- نوط الواجب العسكري من الطبقة الأولى
- نوط الخدمة الممتازة من الطبقة الأولى
- نوط التدريب من الطبقة الأولى
- ميدالية 6 أكتوبر 1973
- نوط الجمهورية.